# St. Vitus (Altenoythe)

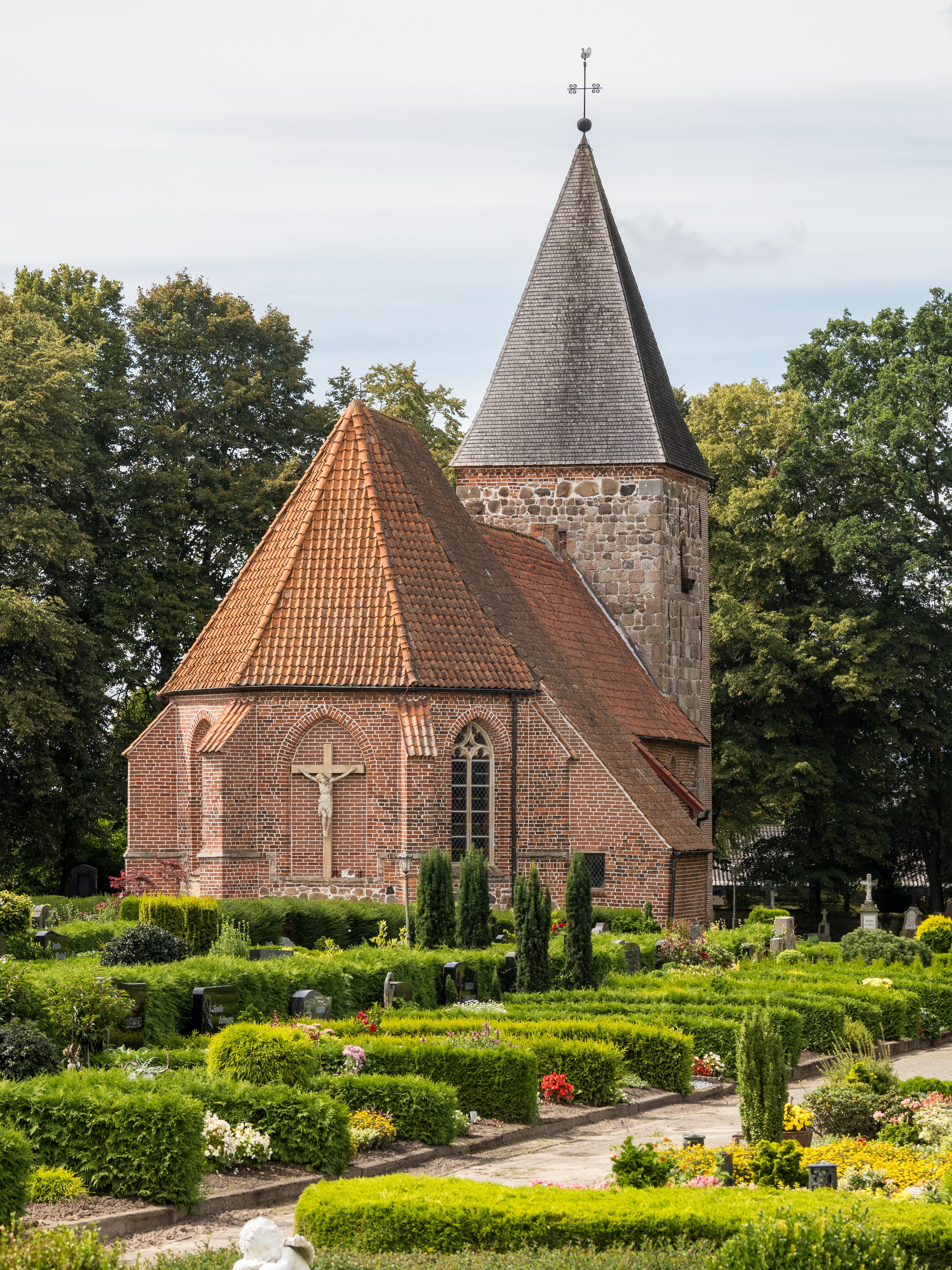
St. Vitus-Kirche, Ansicht von Osten

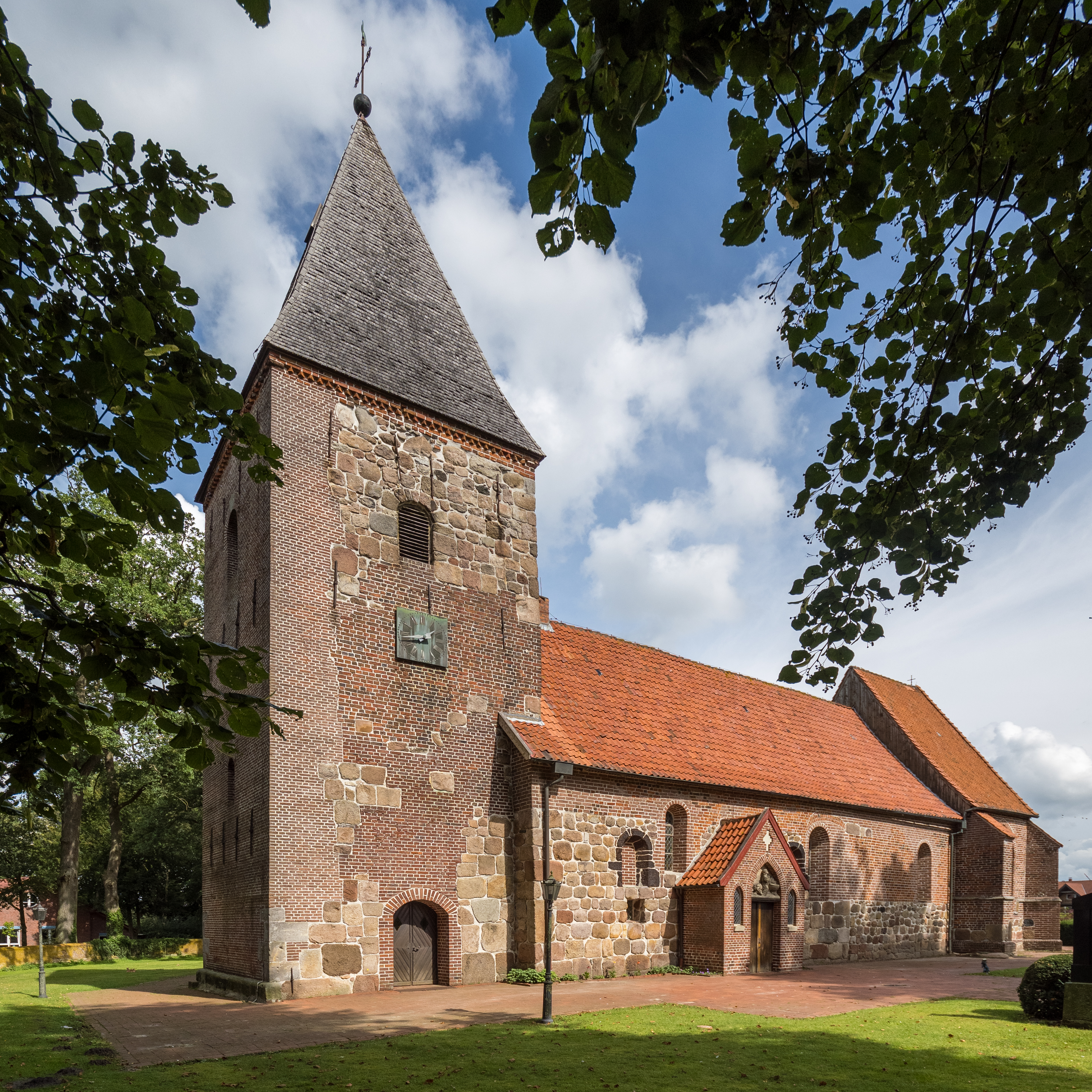
St. Vitus-Kirche, Ansicht von Süd-Südwest

Die St.-Vitus-Kirche ist eine römisch-katholische Kirche in Altenoythe, Ortsteil der Gemeinde Friesoythe im Landkreis Cloppenburg in Niedersachsen. Die Feldsteinkirche mit Backsteinergänzungen ist eine der ältesten Kirchen im Oldenburger Münsterland.

## Geschichte und Beschreibung
Die St.-Vitus-Kirche wurde gegen Anfang des 9. Jahrhunderts unter Abt Gerbert Castus von der Missionszelle Visbek aus gegründet und ist eine Urkirche des nordwestlichen sächsischen Lerigaus. Die Kirche wurde zusammen mit dem Kloster (cellula) Visbek durch Ludwig den Deutschen 855 der Benediktinerabtei Corvey an der Weser geschenkt. Schon das Patrozinium weist auf Corvey hin, wohin 836 die Reliquien des heiligen Vitus gelangten. Seit dieser Zeit ist Vitus Schutzpatron der Altenoyther Kirche. Turm und die ursprünglich romanische einschiffige Saalkirche entstammen dem 12. Jahrhundert, was an den tiefsitzenden Rundbogenfenstern erkennbar ist. Im 13. Jahrhundert wurden die Wände in Backsteinmauerwerk erhöht, so dass die Kirche eingewölbt werden konnte. Um 1270 kam im Osten ein Joch hinzu. Im 15. Jahrhundert, wohl 1479, bekam die Kirche einen hohen polygonalen gotischen Chor mit Strebepfeilern und Fenstern mit Fischblasenmaßwerk.

## Ausstattung

### Altar
Reste eines spätgotischen Schnitzaltars aus der Zeit um 1520/30 in einem neuen Schrein ersetzen den barocken Hochaltar, der 1698 in Münster gekauft wurde und bis 1958 im Chor stand. Im Mittelschrein ist eine vielfigürliche Kreuzigungsszene, rechts davon Gefangennahme Jesu, Judaskuss und Petrus haut Malchus das Ohr ab, darunter Jesu Gebet am Ölberg. Links von der Kreuzigungsszene die Kreuzabnahme und die Grablegung Christi, alle nach Vorbildern der Kleinen Holzschnitt-Passion von Albrecht Dürer.

### Kanzel
Aus Münster stammt auch die Kanzel. Sie wurde dort 1715 erworben.

### Wandmalereien
Die Gewölbemalereien wurden 1668 von Pastor Henricus Hausche zwar beschrieben, aber später übertüncht. Das ist insofern interessant, weil die Kirche in jenem Jahr rekatholisiert wurde und seit 1549 evangelisch war. Die Malereien wurden erst 1958 bzw. 1987 wieder freigelegt und restauriert.
Zu sehen sind im Chorgewölbe Szenen aus dem Marienleben und zwar die Verkündigung, die Geburt Jesu, die Anbetung durch die drei Könige, Mariä Himmelfahrt und die Krönung Mariens. Außerdem sind die „drei heiligen Madel“: Margaretha, Katharina und Barbara, sowie Johannes der Täufer mit Lamm und Buch zu sehen. Im nächsten Gewölbe ist das Weltgericht nebst kaum noch erkennbaren Hölle und Himmel sowie der Seelenwäger St. Michael abgebildet. Neben Gott als Weltenrichter knien fürbittend Maria und Johannes der Täufer. Es sind ferner Simon von Cyrene beim Kreuztragen, weitere Personen am Kreuzweg sowie die Kreuzigung mit Maria und Johannes dem Evangelisten unter dem Kreuz sowie die Kreuzabnahme bzw. die Pieta abgebildet. Auf dem Gewölbe oberhalb der Orgel sind Szenen aus dem Leben des Kirchenpatrons St. Vitus mehr oder weniger gut sichtbar. Das Liebespaar im Baum eines Minnegartens ist vermutlich ein Hinweis auf die Versuchung des hl. Vitus durch Lustbarkeiten. Auf einem weiteren Bild wird er ausgepeitscht und auf einem anderen versucht man ihn vor einem Götzenbild, das auf einer Säule steht, zu erschlagen. Es zeigt eventuell das Martyrium im Ölkessel.
Auch an den Wänden sind einige Malereien erhalten, so der Apostel Simon mit der Säge, der Apostel Andreas mit dem X-förmigen Kreuz und der Apostel Jakobus mit dem Pilgerstab und Pilgerhut.

### Madonna und Kreuz
An einem Pfeiler steht eine barocke Madonna mit Jesuskind. Beide sind bekrönt. An der Südseite hängt ein barockes Kreuz.

### Epitaph
An der Nordwand hängt das steinerne Epitaph des Ehepaars Kobrinck-Grothaus von 1675 mit der doppelten Ahnenprobe aus je 16 Wappen. Oberhalb befindet sich ein Relief mit der Auferstehung Christi, über ihm die Figur des Heilands und neben ihm die Statuen der Apostel Petrus und Paulus. Laut Dehio stammt das Epitaph vermutlich von B. Meiering aus Rheine. Die Kobrincks, die beherrschende Adelsfamilie im Ort, blieben nach der Rekatholisierung lutherisch bzw. calvinistisch. 1651 wurde Bernhard von Kobrinck deshalb vom Pastor als Häretiker und Ketzer geschmäht.

### Sonstiges
Auch das Unterteil einer Sakramentsnische aus dem 15. Jahrhundert blieb erhalten.

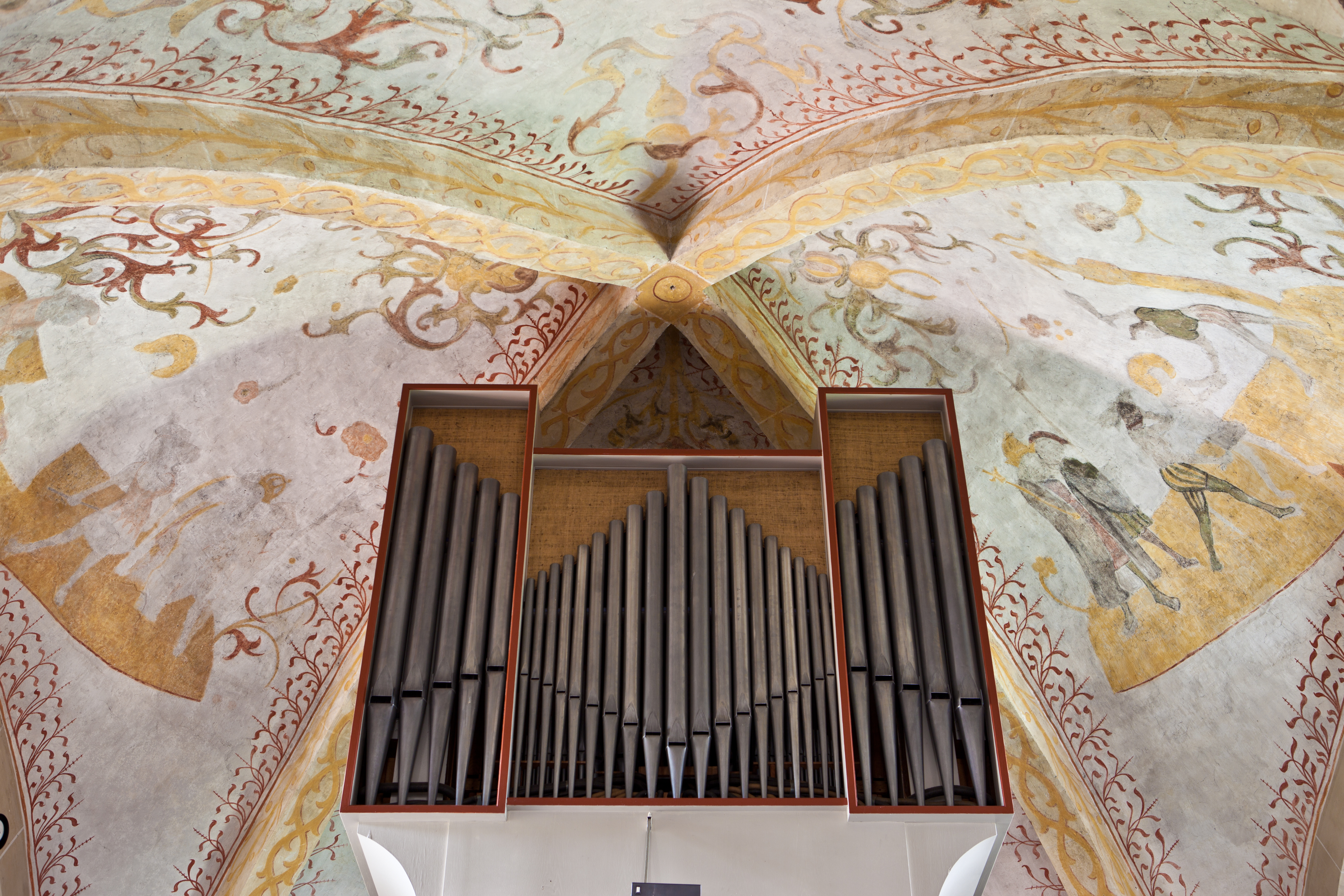
Orgel

### Kreuzigungsgruppe
Über dem Südportal befindet sich ein spätgotisches Kreuzigungsrelief. Es hat Ähnlichkeit mit dem Bentlager Kreuzigungsrelief.

### Relief des hl. Vitus
Über dem neugotischen Vorbau ist ein zeitgenössisches Relief des Kirchenpatrons St. Vitus angebracht. Es zeigt ihn bei dem missglückten Tötungsversuch durch Kaiser Diokletian. Der warf ihn den Löwen vor, weil Vitus sich weigerte, den heidnischen Göttern zu opfern. Die Löwen taten ihm jedoch nichts, ja, der männliche Löwe leckte ihm gar die Füße.